# Treviso megye
Treviso (megye) (olaszul: Provinzia di Treviso, velenceiül Provincia de Trevixo) Olaszország Veneto régiójának kisebb közigazgatási egysége, székhelye: Treviso.

## Fekvése
Treviso megye Belluno, Pordenone, Velence, Padova, Vicenza, Metropolitan City of Venice és regional decentralization entity of Pordenone megyékkel határos.

## Községek(comuni)
Legnagyobb és legnépesebb városai:
- Treviso
- Conegliano
- Castelfranco Veneto
- Montebelluna
- Vittorio Veneto
- Mogliano Veneto
- Paese
- Oderzo

### A teljes lista
- Altivole
- Arcade
- Asolo
- Borso del Grappa
- Breda di Piave
- Caerano di San Marco
- Cappella Maggiore
- Carbonera
- Casale sul Sile
- Casier
- Castelcucco
- Castelfranco Veneto
- Castello di Godego
- Cavaso del Tomba
- Cessalto
- Chiarano
- Cimadolmo
- Cison di Valmarino
- Codogne
- Colle Umberto
- Conegliano
- Cordignano
- Cornuda
- Crespano del Grappa
- Crocetta del Montello
- Farra di Soligo
- Follina
- Fontanelle
- Fonte
- Fregona
- Gaiarine
- Giavera del Montello
- Godega di Sant’Urbano
- Gorgo al Monticano
- Istrana
- Loria
- Mansue
- Mareno di Piave
- Maser
- Maserada sul Piave
- Meduna di Livenza
- Miane
- Mogliano Veneto
- Monastier di Treviso
- Monfumo
- Montebelluna
- Morgano
- Moriago della Battaglia
- Motta di Livenza
- Nervesa della Battaglia
- Oderzo
- Ormelle
- Orsago
- Paderno del Grappa
- Paese
- Pederobba
- Pieve di Soligo
- Ponte di Piave
- Ponzano Veneto
- Portobuffolé
- Possagno
- Povegliano
- Preganziol
- Quinto di Treviso
- Refrontolo
- Resana
- Revine Lago
- Riese Pio X
- Roncade
- Salgareda
- San Biagio di Callalta
- San Fior
- San Pietro di Feletto
- San Polo di Piave
- San Vendemiano
- San Zenone degli Ezzelini
- Santa Lucia di Piave
- Sarmede
- Segusino
- Sernaglia della Battaglia
- Silea
- Spresiano
- Susegana
- Tarzo
- Trevignano
- Treviso
- Valdobbiadene
- Vazzola
- Vedelago
- Vidor
- Villorba
- Vittorio Veneto
- Volpago del Montello
- Zenson di Piave
- Zero Branco

## Galéria

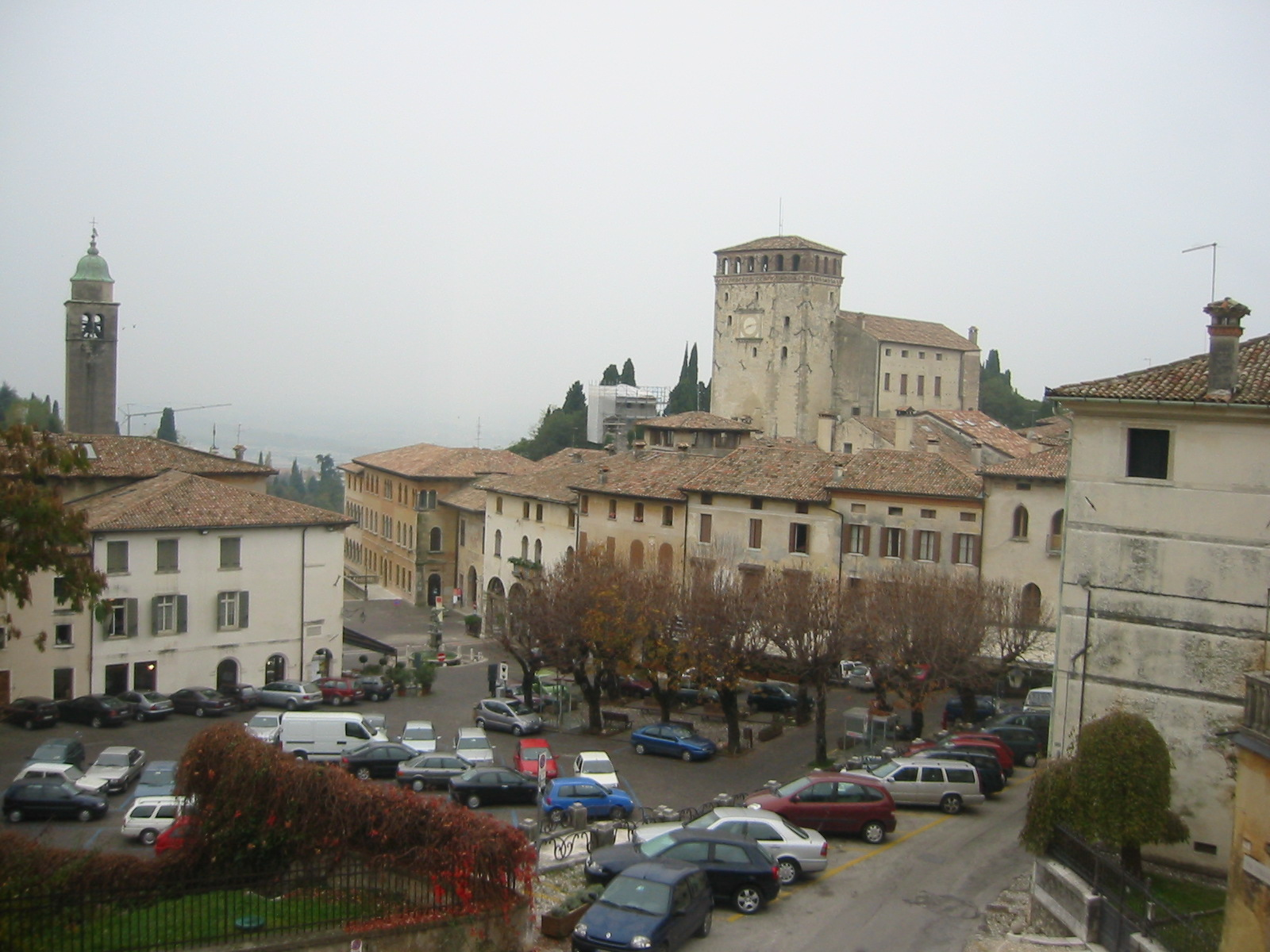
Asolo
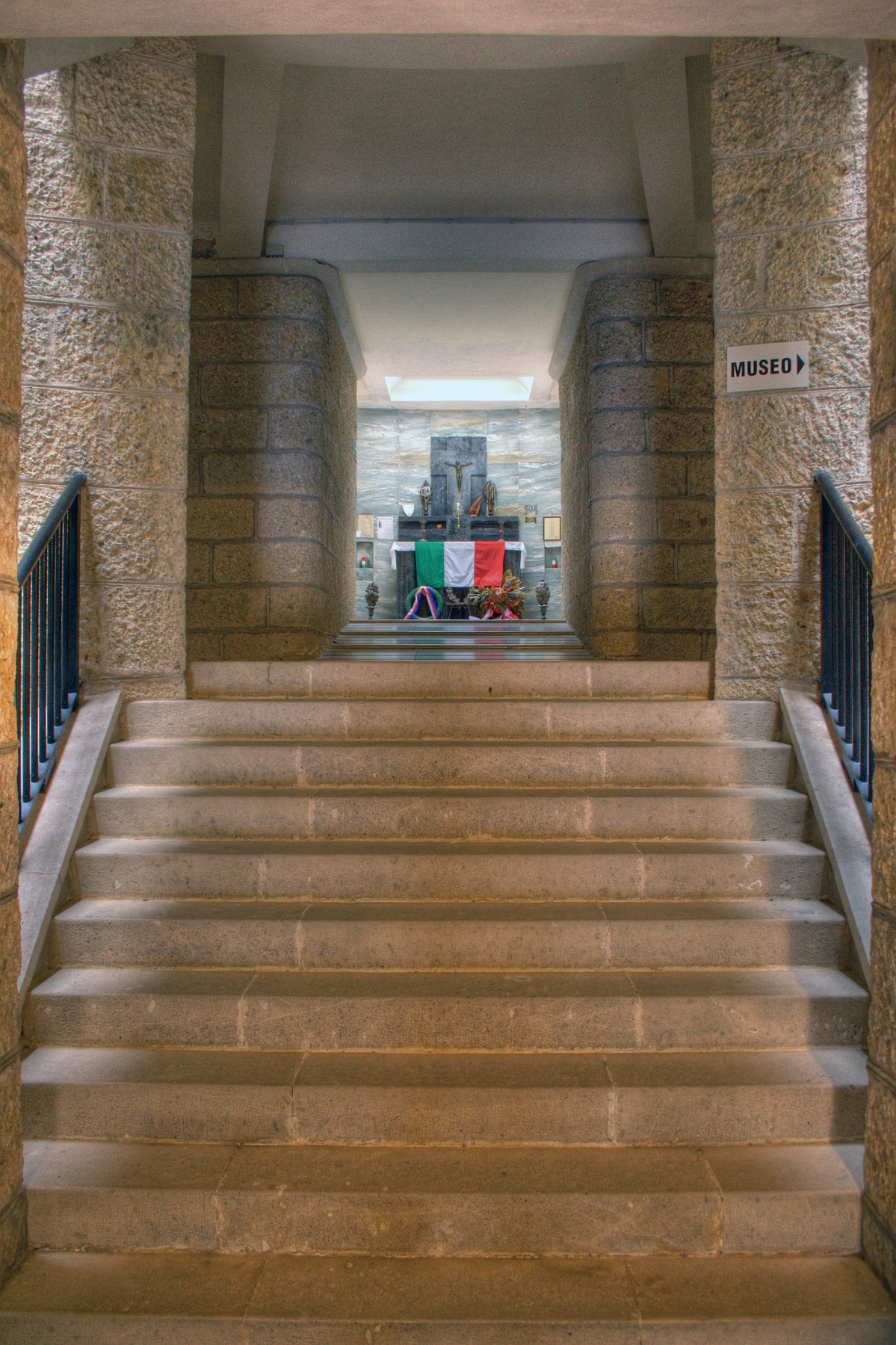
Nervesa della Battaglia, Ossario del Montello
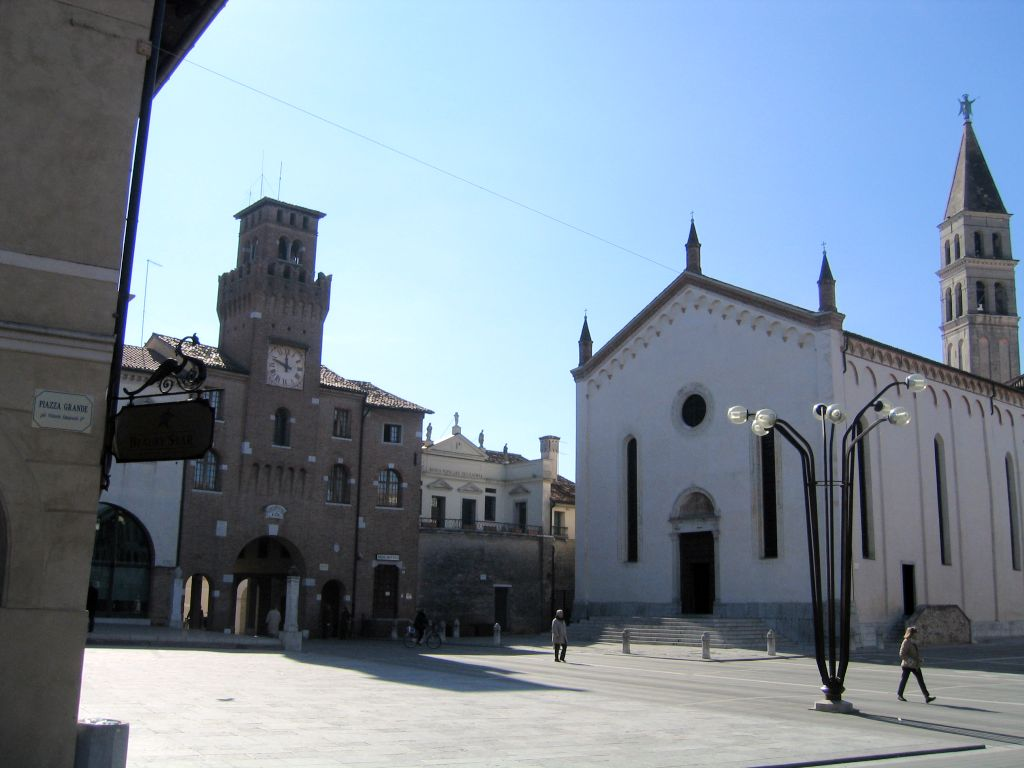
Oderzo, Piazza Grande
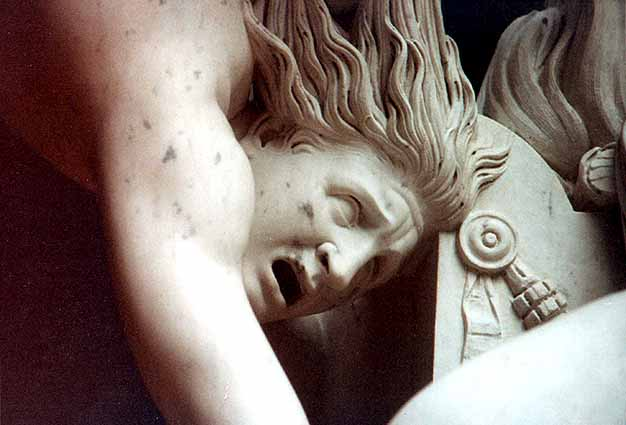
Possagno, Ercole e Lica di Antonio Canova
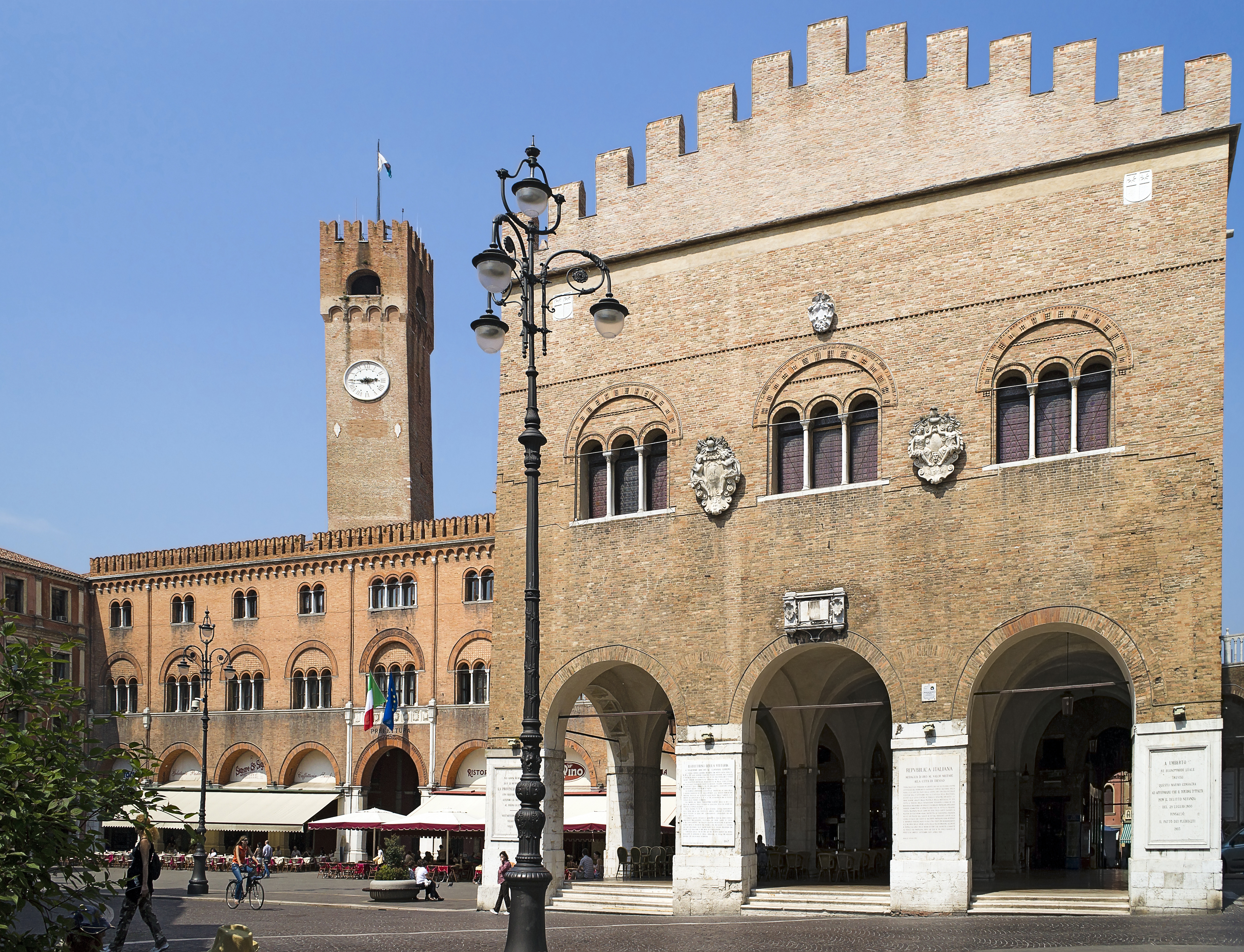
Treviso, Piazza dei Signori
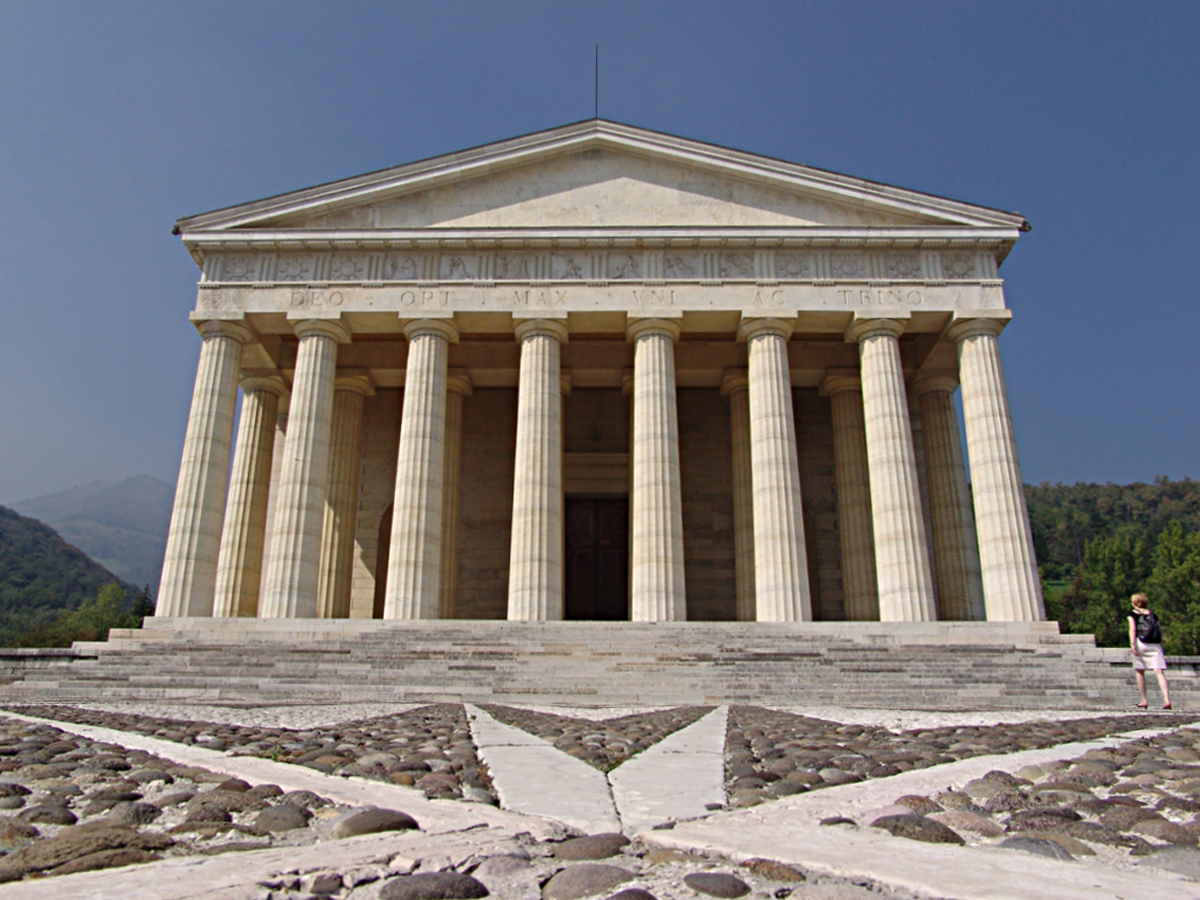
Possagno, Tempio di Canova